# NGC 5555
NGC 5555 је спирална галаксија у сазвежђу Девица која се налази на NGC листи објеката дубоког неба.
Деклинација објекта је - 19° 8' 21" а ректасцензија 14h 18m 48,1s. Привидна величина (магнитуда) објекта NGC 5555 износи 14,9 а фотографска магнитуда 15,7. NGC 5555 је још познат и под ознакама ESO 579-15, MCG -3-36-11, IRAS 14160-1854, PGC 51124.